# San Diego, Honduras
San Diego är en ort i Honduras.   Den ligger i departementet El Paraíso, i den centrala delen av landet, 80 km öster om huvudstaden Tegucigalpa. San Diego ligger 585 meter över havet och antalet invånare är 1 306.
Terrängen runt San Diego är kuperad åt nordväst, men åt sydost är den platt. Runt San Diego är det ganska glesbefolkat, med 43 invånare per kvadratkilometer. Närmaste större samhälle är Danlí, 12,7 km väster om San Diego. Omgivningarna runt San Diego är en mosaik av jordbruksmark och naturlig växtlighet.